# Janina Youssefian
Janina Youssefian (* 19. November 1982 in Teheran) ist eine iranisch-deutsche Reality-TV-Teilnehmerin und ein ehemaliges Erotikmodel.

## Leben
Im Alter von 15 Jahren wanderte Janina Youssefian mit ihren Eltern aus dem Iran nach Hamburg aus. Sie machte eine Ausbildung zur Kosmetikerin. 2000 wurde sie durch ein angebliches, drei Jahre zurückliegendes Verhältnis mit dem Musikproduzenten Dieter Bohlen bekannt. Nachdem beide in flagranti erwischt worden sein sollen, sprach die Bild-Zeitung von einem Teppichladen als Ort des Geschehens; in Folge kam sie so zum Spitznamen „Teppichluder“.
Im Januar 2001 posierte sie für die deutschsprachige Ausgabe des Männermagazins Playboy. Daneben war sie als Model tätig. Ab August 2013 war sie bei Reality Queens auf Safari zu sehen, 2014 nahm sie an Promi Big Brother teil. 2014 absolvierte sie für die September-Ausgabe des deutschen Playboys ein weiteres Fotoshooting.
Im Februar 2015 wurde eine Sendung der Serie Goodbye Deutschland von VOX über Ronald Schill ausgestrahlt, bei der er in Rio de Janeiro Besuch von Youssefian erhielt. Im März 2015 war sie in der Doku-Soap Promi Shopping Queen und im Oktober 2016 in der RTL-Datingshow Adam sucht Eva – Promis im Paradies zu sehen.
Im Januar 2022 war sie Teilnehmerin der 15. Staffel von Ich bin ein Star – Holt mich hier raus! bei RTL. Sie musste die Show wegen einer rassistischen Äußerung vorzeitig verlassen. Mittlerweile verkauft Youssefian auf ihrer Homepage ihre eigene Unterwäschekollektion.

## Fernsehsendungen
- 2013: Reality Queens auf Safari
- 2014: Promi Big Brother
- 2015: Goodbye Deutschland! Die Auswanderer
- 2015: Promi Shopping Queen
- 2015: Hilf mir! Jung, pleite, verzweifelt …
- 2016: Adam sucht Eva – Promis im Paradies
- 2022: Ich bin ein Star – Holt mich hier raus!
- 2025: Promis unter Palmen